# Mšenské pokličky
Mšenské pokličky jsou skalní útvar v okrese Mělník v katastrálním území Mšeno. Nacházejí se nad Kokořínským dolem ve stejnojmenné přírodní rezervaci, při vyústění rokle zvané Močidla, mezi osadou Vojtěchov a samotou Hlučov. Vrchní desky – pokličky – jsou tvořeny železitými hrubozrnnými pískovci až slepenci, místy přes metr silné, které kryjí nepravidelné komolé kužele z měkčích pískovců spojovaných kaolinickým tmelem. Nejmohutnější poklička má rozměry přibližně 6 × 5 × 1,5 m, výška tohoto útvaru je cca 12 m. V okolí se nacházejí i útvary, které dnes ještě pokličky příliš nepřipomínají, ale představují tzv. zárodečné tvary, ze kterých se časem pokličky vyvinou, zatímco ty dnešní již zcela podlehnou erozi a jejich vrchní desky se zřítí.

## Dostupnost
Mšenské pokličky jsou přístupné po modré turistické stezce vedoucí z Mšena do Jestřebic. Nejbližší autobusová zastávka je Kokořín, Hlučov, vzdálená od Pokliček jen asi 250 metrů.